# Morgan ap Maredudd
Morgan ap Maredudd († 1331) war ein Anführer des walisischen Aufstands von 1294 in Glamorgan.

## Leben
Morgan ap Maredudd war vermutlich ein Sohn von Maredudd ap Gruffudd, des letzten walisischen Lords von Gwynllŵg und dessen Frau Maud. Über seinen Vater war er damit ein direkter Nachfahre von Caradog ap Gruffydd, dem letzten walisischen König von Gwent. Sein Vater war 1270 als Unterstützer von Llywelyn ap Gruffydd von Gilbert de Clare aus seiner Herrschaft vertrieben worden. 1278 beantragte er vergeblich, von de Clare Machen, Edelegan und Llefnydd, die Besitzungen seines Vaters zurückzuerhalten.
Während des Aufstands von Madog ap Llywelyn war er 1294 der Anführer der Rebellen in Glamorgan. Die Rebellen konnten zu Beginn des Aufstands den bei der walisischen Bevölkerung verhassten Gilbert de Clare, Lord of Glamorgan, vertreiben. Auch als dieser mit Truppen zurückkehrte, konnten sich Morgan und seine Unterstützer gegen de Clare behaupten. Als der Aufstand jedoch im Frühjahr 1295 in Nord- und Westwales zusammenbrach, unterwarf sich Morgan angesichts der englischen Übermacht im Juni König Eduard I. Er behauptete, nicht gegen den König, sondern nur gegen die ungerechte Herrschaft de Clares rebelliert zu haben. Im Gegensatz zu anderen Anführern der Rebellion wurde er daraufhin begnadigt. Der König gab das wieder befriedete Glamorgan auch nicht sofort an de Clare zurück, sondern unterstellte es bis 1296 königlicher Verwaltung. De Clare starb nur wenig später, und Ralph de Monthermer, der neue Ehemann seiner Witwe übergab Morgan ap Maredudd die lebenslange Nutzung von Edelgan, einem Commote in Caerleon. Als Gilbert de Clare, der Sohn de Clares volljährig wurde, widerrief er diese Nutzung. Er tauschte Edelgan, woraus Morgan etwa £ 15 jährliche Einnahmen hatte, gegen geringerwertige Güter um. Morgan konnte bis zu seinem Tod dazu noch Teile der Stadt St Clears sowie weitere Ländereien in Carmarthenshire und in Gwynedd erwerben. Als Militär führte er 1317 im Krieg gegen Schottland 1000 Fußsoldaten aus Glamorgan. Bis mindestens 1322 stand er in königlichen Diensten.

## Familie
Seine Tochter Angharad heiratete Llywelyn ab Ifor, Lord of St Clears und wurde die Stammmutter der Familie Morgan of Tredegar.